# Camila (Album)
Camila ist das Debütalbum der kubanisch-US-amerikanischen Sängerin Camila Cabello. Es wurde am 12. Januar 2018 von Epic Records und Syco Music veröffentlicht. Es erreichte Platz 1 in den Billboard 200.

## Hintergrund
Cabello wurde als Mitglied der Girlgroup Fifth Harmony bekannt. Nachdem bereits lange Zeit darüber spekuliert worden war, gab sie am 18. Dezember 2016 bekannt, die Band zu verlassen, um sich einer Solokarriere zu widmen. Ursprünglich plante Cabello, während der Arbeit an ihrem Soloalbum Mitglied der Gruppe zu bleiben, was die anderen Mitglieder allerdings nicht akzeptierten, weswegen sie sich dazu entschloss, die Gruppe zu verlassen.
Am 14. Mai 2017 gab Cabello bekannt, dass ihr Debütalbum den Titel The Hurting, the Healing, the Loving. tragen solle und nannte zunächst September 2017 als vorläufiges Veröffentlichungsdatum. Wegen größerer Veränderungen am Album, wobei unter anderem die ursprüngliche Lead-Single aus der Tracklist gestrichen wurde, verzögerte sich die Veröffentlichung. Cabello entschied sich, den Titel zu Camila zu ändern, und das Album wurde schließlich am 12. Januar 2018 veröffentlicht.
Am 14. Februar gab Cabello bekannt, ab dem 9. April die Never Be The Same Tour zu starten, die im Juni auch Veranstaltungen in Europa beinhalten soll. Die Karten für die Tour waren nach einem Tag ausverkauft.

## Rezeption
Yannik Gölz von Laut.de gab Camila vier von fünf möglichen Sternen. „Zwar immer noch ein offensichtliches Pop-Album präsentiert sich "Camila" auffällig wenig um Hits bemüht, sondern unaufdringlich und weitaus subtiler, als Cabellos bisheriges Schaffen es vermuten ließe“, erklärte der Kritiker in seiner Albumrezension. „In der Summe ist "Camila" ein überzeugendes Debut, das authentisch den Latin-Boom des vergangenen Jahres aufgreift. Und das durchgehend Mainstream-freundlich bleibt, ohne dass die musikalische Integrität darunter leidet“, lautete sein Fazit.
Für Felix Heinecker von Plattentests.de ist das Album „am Ende ein zweischneidiges Schwert“. Er gab dem Album sechs von zehn Punkten und findet: „Die Dame hat zweifelsohne Talent und ein gutes Gespür für den zu ihr passenden Sound. […] Aber auf der anderen Seite hinterlässt die kleine Portion auch das diffuse Gefühl, dass da unterm Strich noch ein bisschen mehr gegangen wäre“.

## Singles
Am 19. Mai 2017 wurde Crying in the Club als Lead-Single veröffentlicht, die es auf Platz 47 der Billboard Hot 100 schaffte. Am 3. August folgten Havana (mit Young Thug) und OMG (mit Quavo) als Promo-Singles. Während der weiteren Arbeit am Album entschied sich Cabello, Crying in the Club nicht in die Endfassung des Albums aufzunehmen. Stattdessen nahm Havana diesen Platz ein und wurde am 8. September als Single veröffentlicht. Am 9. Januar 2018 wurde Never Be The Same als zweite Single veröffentlicht.

## Titelliste
1. Never Be the Same – 3:46
2. All These Years – 2:47
3. She Loves Control – 2:57
4. Havana (feat. Young Thug) – 3:36
5. Inside Out – 3:02
6. Consequences – 2:58
7. Real Friends – 3:34
8. Something's Gotta Give – 3:56
9. In The Dark – 3:39
10. Into It – 2:55
11. Never Be the Same (Radio Edit) – 2:55

## Kommerzieller Erfolg

### Chartplatzierungen
Camila lag nach seiner Veröffentlichung in über 100 Ländern an der Spitze der iTunes-Charts und belegte Platz 1 in den Billboard 200.
| ChartsChartplatzierungen       | Höchstplatzierung | Wochen |
| ------------------------------ | ----------------- | ------ |
| Deutschland (GfK)              | 8 (10 Wo.)        | 10     |
| Österreich (Ö3)                | 6 (6 Wo.)         | 6      |
| Schweiz (IFPI)                 | 3 (12 Wo.)        | 12     |
| Vereinigte Staaten (Billboard) | 1 (97 Wo.)        | 97     |
| Vereinigtes Königreich (OCC)   | 2 (34 Wo.)        | 34     |

| ChartsJahrescharts (2008)      | Platzierung |
| ------------------------------ | ----------- |
| Vereinigte Staaten (Billboard) | 25          |
| Vereinigtes Königreich (OCC)   | 43          |

### Auszeichnungen für Musikverkäufe
| Land/Region                  | Auszeichnungen für Musikverkäufe (Land/Region, Auszeichnung, Verkäufe) | Verkäufe  |
| ---------------------------- | ---------------------------------------------------------------------- | --------- |
| Australien (ARIA)            | Gold                                                                   | 35.000    |
| Brasilien (PMB)              | Diamant                                                                | 160.000   |
| Dänemark (IFPI)              | Platin                                                                 | 20.000    |
| Frankreich (SNEP)            | Platin                                                                 | 100.000   |
| Kanada (MC)                  | 2× Platin                                                              | 160.000   |
| Mexiko (AMPROFON)            | 3× Gold                                                                | 90.000    |
| Neuseeland (RMNZ)            | 2× Platin                                                              | 30.000    |
| Niederlande (NVPI)           | Platin                                                                 | 40.000    |
| Norwegen (IFPI)              | 2× Platin                                                              | 40.000    |
| Polen (ZPAV)                 | 2× Platin                                                              | 40.000    |
| Schweden (IFPI)              | Gold                                                                   | 15.000    |
| Schweiz (IFPI)               | Platin                                                                 | 20.000    |
| Vereinigte Staaten (RIAA)    | Platin                                                                 | 1.000.000 |
| Vereinigtes Königreich (BPI) | Gold                                                                   | 100.000   |
| Insgesamt                    | 4× Gold · 14× Platin · 1× Diamant ·                                    | 1.850.000 |

Hauptartikel: Camila Cabello/Auszeichnungen für Musikverkäufe